# Сакра-Фамилья-ди-Назарет-а-Ченточелле (титулярная церковь)
Сакра-Фамилья-ди-Назарет-а-Ченточелле (лат. Titulus Sanctae Familiae Nazarethanae ad Centumcellas) — титулярная церковь была создана Папой Франциском 7 декабря 2024 года. Титул принадлежит церкви Сакра-Фамилья-ди-Назарет, расположенной в квартале Рима Пренестино-Ченточелле, на площади делле Гардиние, приход которой основан 8 июня 1962 года.

## Список кардиналов-священников титулярной церкви Сакра-Фамилья-ди-Назарет-а-Ченточелле
- Луис Херардо Кабрера Эррера — (7 декабря 2024 — по настоящее время).